# Hubert Kjellberg
Carl Hubert Kjellberg, född 1972, tillträdde den 7 februari 2011 posten som verkställande direktör för Nationalencyklopedin (NE) i Malmö. Han efterträdde Pontus Bodelsson, som innehaft befattningen sedan 2007.